# Australië op het Eurovisiesongfestival

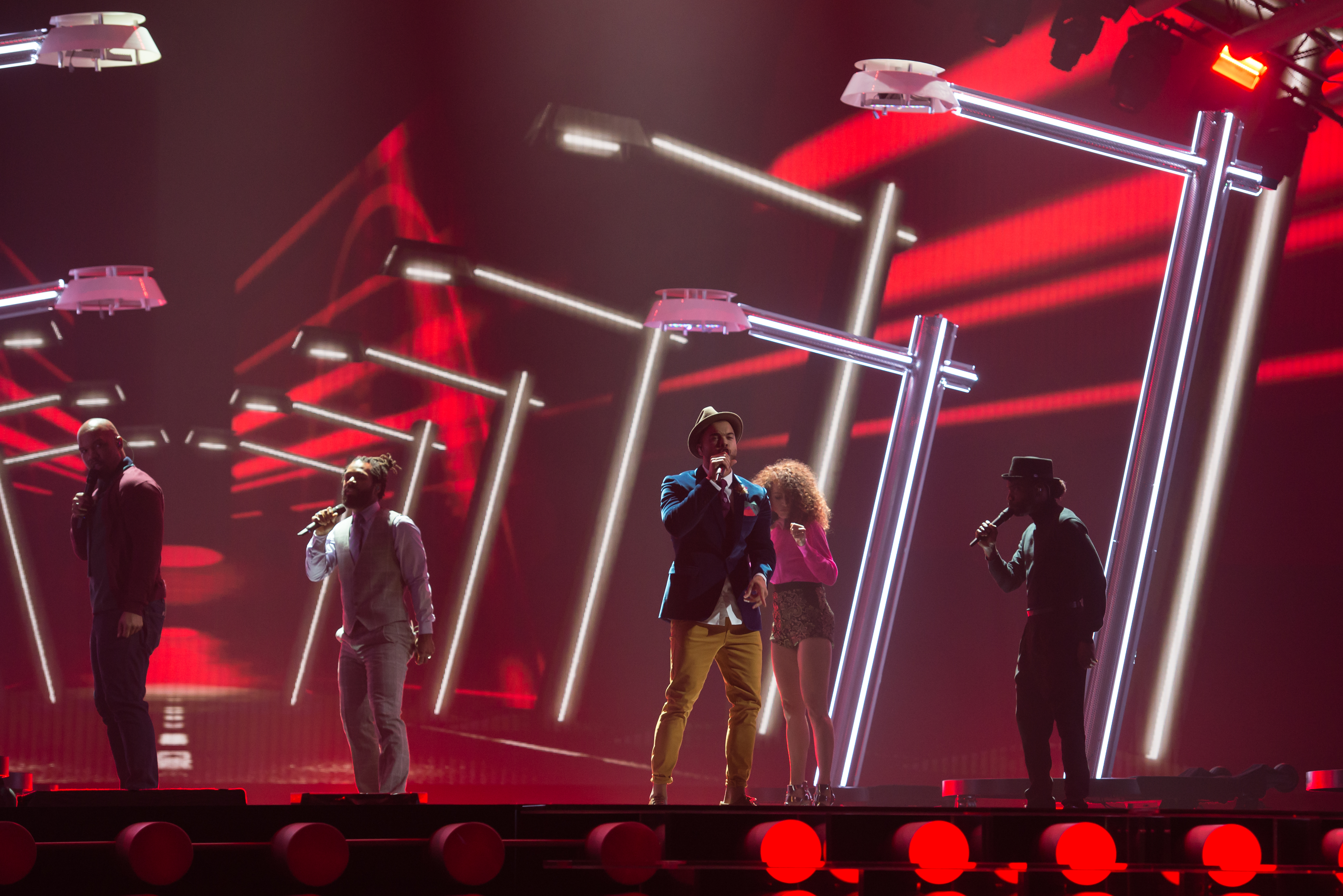
Guy Sebastian in Wenen (2015)

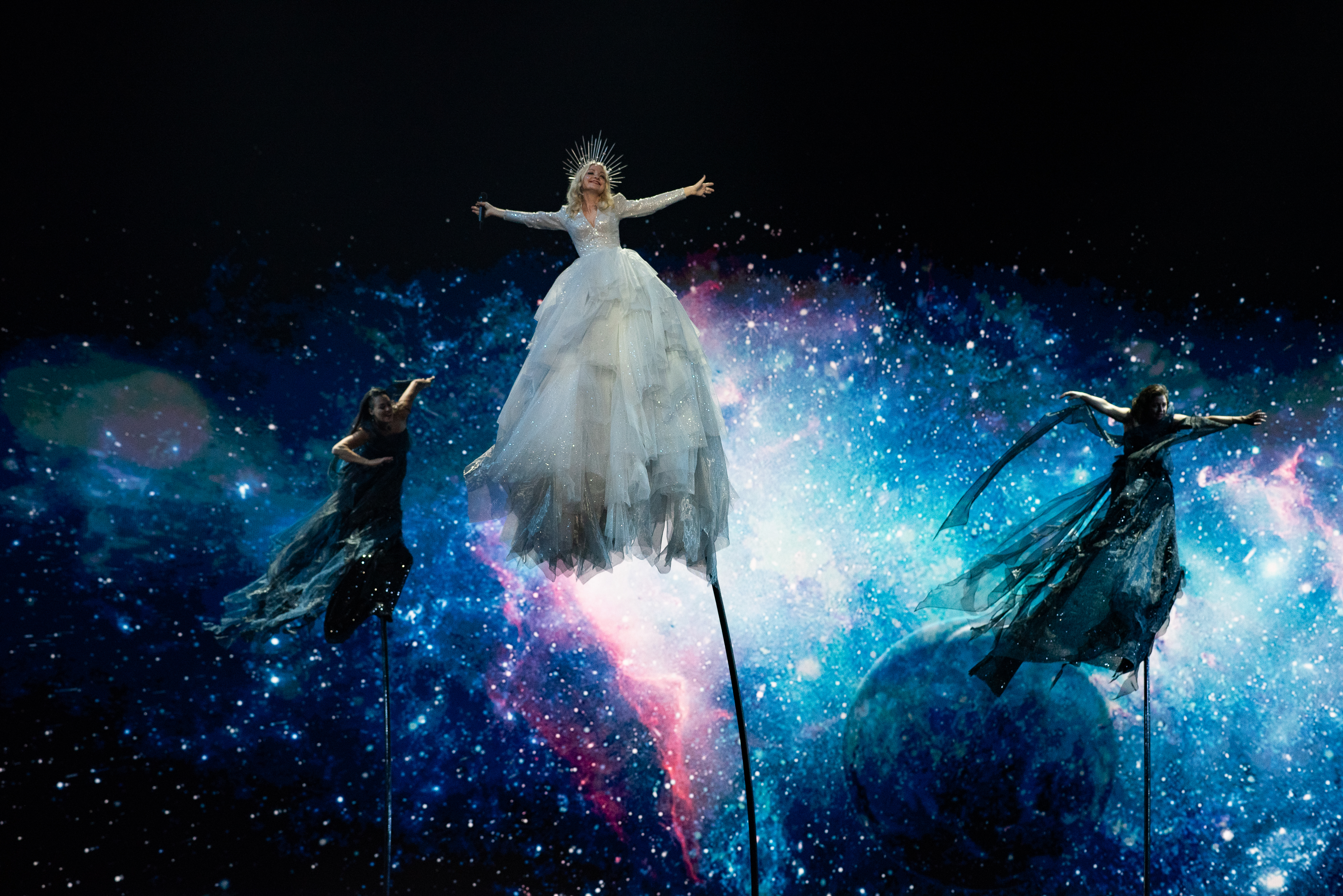
Kate Miller-Heidke in Tel Aviv (2019)

Australië doet sinds 2015 mee aan het Eurovisiesongfestival.

## Geschiedenis
SBS startte met het uitzenden van het Eurovisiesongfestival in 1983, maar Australië kon wegens geografische redenen niet deelnemen aan het festival. Om lid te kunnen zijn van de EBU dient men immers lid te zijn van de Raad van Europa of in het gebied ten noorden van 30ste breedtegraad en ten westen van de 40ste lengtegraad te liggen; voorwaarden waar Australië niet aan kan voldoen. Op 10 februari 2015 maakte de EBU echter bekend dat Australië mocht deelnemen aan de finale van het Eurovisiesongfestival 2015 in Wenen. Dit betrof een speciale uitnodiging vanwege het zestigjarig jubileum van het festival.
Oorspronkelijk was het de bedoeling dat het bij een eenmalige deelname zou blijven, tenzij Australië het festival zou winnen. Zanger Guy Sebastian behaalde voor Australië een vijfde plaats, maar desondanks werd op 16 november 2015 bekendgemaakt dat Australië ook in 2016 zou deelnemen. Anders dan in 2015 moest Australië eerst in de halve finale aantreden. Dami Im vertegenwoordigde Australië ditmaal met de krachtige ballade Sound of silence, waarmee ze in de finale tweede werd achter de Oekraïense winnares Jamala. Australië haalde toen 511 punten en kreeg de meeste punten van de professionele jury.
In 2017 haalde Australië opnieuw een plaats in de top 10 met de zanger Isaiah Firebrace, die het krachtige liedje Don't come easy bracht. Deze inzending werd afgestraft door de televoters, maar dankzij zijn populariteit bij de vakjury's eindigde Firebrace toch nog op de negende plaats. In 2018 bracht de zangeres Jessica Mauboy het liedje We got love, waarmee ze doorstootte naar de finale en daar een matige 20ste plaats behaalde. Het was de eerste keer dat Australië de top 10 niet bereikte en daarmee het slechtste resultaat voor het land tot dan toe.
Sinds 2019 wordt de Australische deelnemer gekozen via een preselectie, Eurovision – Australia Decides. Dat jaar baarde Australië opzien met operazangeres Kate Miller-Heidke, die tijdens haar optreden op een stok door de lucht zweefde. Haar lied Zero gravity won de halve finale en eindigde in de finale op de negende plaats. In 2020 zou zangeres Montaigne deelnemen voor Australië met het nummer Don't break me, maar het festival werd door de coronapandemie geannuleerd. Montaigne kreeg in 2021 een nieuwe kans met haar lied Technicolour. Vanwege reisbeperkingen door COVID-19 kon de zangeres niet naar Nederland afreizen, waardoor haar nummer tijdens het Songfestival in de zaal werd getoond middels een vooropgenomen optreden in Sydney. Het was de eerste keer in de geschiedenis van het festival dat een deelnemend nummer niet door de artiest live op het podium werd gezongen. Het nummer bleef steken in de halve finale, waardoor Australië voor het eerst sinds haar eerste deelname in 2015 de finale niet wist te bereiken. De zangeres was zelf niet verbaasd door het slechte resultaat en weet dat aan het niet live kunnen optreden in Rotterdam. Ze sprak van een "ernstig nadeel".
In 2022 hadden de Australiërs weer wat meer succes met de deelname van Sheldon Riley. Zijn zeer persoonlijke lied Not the same kwalificeerde zich voor de finale en werd daarin 15de. Net als in 2017 en 2018 kwamen de punten voor Australië echter vooral van de vakjury's; van hen ontving Riley 123 punten, terwijl het televotende publiek slechts twee puntjes voor hem overhad, beide afkomstig uit Azerbeidzjan.
Indien Australië het Eurovisiesongfestival wint, zal een ander land, aangesloten bij de EBU, de organisatie op zich nemen vanwege het tijdsverschil met Europa.

## Australische deelnames
| Jaar | Artiest            | Titel                   | Fin. | Ptn. | Semi | Ptn. | Taal                      |
| ---- | ------------------ | ----------------------- | ---- | ---- | ---- | ---- | ------------------------- |
| 2015 | Guy Sebastian      | Tonight again           | 5    | 196  | X    | X    | Engels                    |
| 2016 | Dami Im            | Sound of silence        | 2    | 511  | 1    | 330  | Engels                    |
| 2017 | Isaiah Firebrace   | Don't come easy         | 9    | 173  | 6    | 160  | Engels                    |
| 2018 | Jessica Mauboy     | We got love             | 20   | 99   | 4    | 212  | Engels                    |
| 2019 | Kate Miller-Heidke | Zero gravity            | 9    | 284  | 1    | 261  | Engels                    |
| 2021 | Montaigne          | Technicolour            | X    | X    | 14   | 28   | Engels                    |
| 2022 | Sheldon Riley      | Not the same            | 15   | 125  | 2    | 243  | Engels                    |
| 2023 | Voyager            | Promise                 | 9    | 151  | 1    | 149  | Engels                    |
| 2024 | Electric Fields    | One milkali (one blood) | X    | X    | 11   | 41   | Engels en Yankunytjatjara |
| 2025 | Go-Jo              | Milkshake man           | X    | X    | 11   | 41   | Engels                    |

| Kleur | Betekenis      |
| ----- | -------------- |
|       | Eerste plaats  |
|       | Tweede plaats  |
|       | Derde plaats   |
|       | Laatste plaats |
|       | Gastland       |

## Punten
Periode 2015-2025. Punten uit de halve finale zijn in deze tabellen niet meegerekend.
| Plaats | Land     | Punten |
| ------ | -------- | ------ |
| 1      | Zweden   | 107    |
| 2      | Israël   | 59     |
| 3      | België   | 54     |
| 4      | Oekraïne | 51     |
| 5      | Finland  | 43     |
| 5      | Malta    | 43     |

| Plaats | Land                | Punten |
| ------ | ------------------- | ------ |
| 1      | Zweden              | 75     |
| 2      | IJsland             | 71     |
| 2      | Verenigd Koninkrijk | 71     |
| 4      | Polen               | 64     |
| 5      | Finland             | 62     |

### Twaalf punten gegeven aan Australië
| Aantal | Land        | Wanneer          |
| ------ | ----------- | ---------------- |
| 3      | Zweden      | 2015, 2016 (j+t) |
| 2      | Albanië     | 2016 (j+t)       |
| 2      | Oostenrijk  | 2015, 2016 (j)   |
| 1      | België      | 2016 (j)         |
| 1      | Hongarije   | 2016 (j)         |
| 1      | IJsland     | 2023 (j)         |
| 1      | Kroatië     | 2016 (j)         |
| 1      | Litouwen    | 2016 (j)         |
| 1      | Malta       | 2016 (t)         |
| 1      | Nederland   | 2016 (j)         |
| 1      | Portugal    | 2023 (j)         |
| 1      | Polen       | 2019 (j)         |
| 1      | Roemenië    | 2019 (j)         |
| 1      | Zwitserland | 2016 (j)         |

(j) = vakjury; (t) = televoting

### Twaalf punten gegeven door Australië
(Vetgedrukte landen waren ook de winnaar van dat jaar.)
| Jaar | Land                                 |
| ---- | ------------------------------------ |
| 2015 | Zweden                               |
| 2016 | België (j+t)                         |
| 2017 | Verenigd Koninkrijk (j) Moldavië (t) |
| 2018 | Zweden (j) Israël (t)                |
| 2019 | Zweden (j) Noorwegen (t)             |
| 2021 | Malta (j) IJsland (t)                |
| 2022 | Spanje (j) Oekraïne (t)              |
| 2023 | België (j) Finland (t)               |
| 2024 | Ierland (j) Israël (t)               |
| 2025 | Griekenland (j) Israël (t)           |

(j) = vakjury; (t) = televoting
2015 · 2016 · 2017 · 2018 · 2019 · 2020 · 2021 · 2022 · 2023 · 2024 · 2025